# マーティン・セリグマン

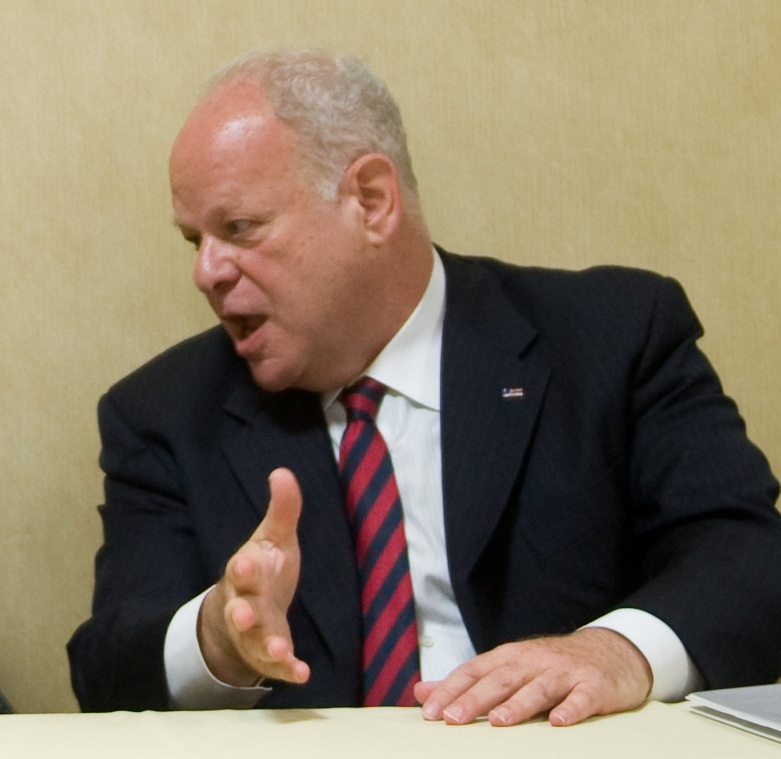
マーティン・セリグマン（2012年）

マーティン・セリグマン（Martin E. P. Seligman、1942年8月12日 - ）はニューヨーク州アルバニー出身のアメリカ人心理学者で、うつ病と異常心理学に関する世界的権威で、学習性無力感の理論で有名であり、その研究はポジティブ心理学の創設につながった。彼はペンシルベニア大学のポジティブ心理学センターの長でもある。一般向けの著書も多い。

## 経歴
ニューヨーク州アルバニーに生誕する。
1964年に、プリンストン大学にて哲学の学位を取得。1967年に、ペンシルバニア大学で心理学の博士号を取得。コーネル大学で教鞭をとったが1970年にはペンシルバニア大学へと戻り、1976年から心理学の教授をつとめる。
1970年代には学習性無力感について研究していた。娘の事故を機にネガティブさよりもポジティブさに関心を向けることが幸福のカギだとみなすようになり、ポジティブ心理学の創設者の一人とされるようになる。ペンシルベニア大学にポジティブ心理学センターを創設した。哲学を学んだこともあり、ポジティブ心理学の課題を、アリストテレスのエウダイモニア（幸福な人生）の探求に結びつけた。
1998年に、アメリカ心理学会（APA）の会長となる。

## 著書
- M.E.P.セリグマン、(監訳)平井久、木村駿『うつ病の行動学―学習性絶望感とは何か』誠信書房、1985年。ISBN 4414302552。Helplessness:on depression,development,and death., 1975.
- マーティン・セリグマン、山村宜子訳『オプティミストはなぜ成功するか』講談社、1993年。ISBN 4-06-205489-2。講談社文庫版、1994年、ISBN 4-06-185655-3。新装版、2013年、ISBN 978-4-7759-4110-2Learned optimism, 1991.
- マーティン・セリグマン、小林裕子訳『世界でひとつだけの幸せ―ポジティブ心理学が教えてくれる満ち足りた人生』アスペクト、2004年。ISBN 4-7572-1044-2。Authentic happiness, 2002.
- C.ピーターソン , S.F.マイヤー , M.E.P.セリグマン、(監訳)津田彰『学習性無力感―パーソナル・コントロールの時代をひらく理論』二瓶社、2000年。ISBN 4-931199-69-0。Learned helplessness,
- マーティン・セリグマン、カレン・レイビック、リサ・ジェイコックス、ジェーン・ギラム、(訳)枝廣淳子『つよい子を育てるこころのワクチンーメゲない、キレない、ウツにならないABC思考法』ダイヤモンド社、2003年。ISBN 978-4-478-71056-2。The optimistic child
- マーティン・セリグマン、(監訳)宇野カオリ『ポジティブ心理学の挑戦ー"幸福"から"持続的幸福"へ』ディスカヴァー・トゥエンティワン、2014年。ISBN 978-4-7993-1576-7。Flourish.